# El pan de la guerra (película)
El pan de la guerra (en inglés: The Breadwinner) es una película irlandesa-canadiense animada de Cartoon Saloon, dirigida por Nora Twomey y que tiene como productora ejecutiva a Angelina Jolie y Jordan Peele. Basada en el cuento homónimo best-seller de Deborah Ellis, tuvo su estreno mundial en el Festival Internacional de Cine de Toronto el 17 de noviembre de 2017. La película recibió una nominación a la Mejor Película de Animación en la edición 90 de los Premios Óscar.

## Producción
En mayo de 2016 se anunció que la animación clave para la película había comenzado. The Breadwinner fue una coproducción entre Aircraft Pictures (Toronto), Melusine Productions en Luxemburgo y Cartoon Saloon en Irlanda.
The Breadwinner fue producida por Angelina Jolie, quien trabajó con la directora Nora Twomey para adaptar la novela infantil a la gran pantalla. Twomey es una animadora, directora, guionista, productora y actriz de voz. También es socia fundadora en Cartoon Saloon, un estudio de animación irlandés con sede en Kilkenny.

## Premios y nominaciones
| Año  | Premio                                                   | Categoría                                           | Nominados                                                                  | Resultado | Ref.          |
| ---- | -------------------------------------------------------- | --------------------------------------------------- | -------------------------------------------------------------------------- | --------- | ------------- |
| 2018 | Premios Annie                                            | Best Animated Feature — Independent                 | The Breadwinner                                                            | Ganadora  | [ 8 ]         |
| 2018 | Premios Annie                                            | Character Design in an Animated Feature Production  | Reza Riahi, Louise Bagnall, Alice Dieudonné                                | Nominados | [ 8 ]         |
| 2018 | Premios Annie                                            | Directing in an Animated Feature Production         | Nora Twomey                                                                | Nominada  | [ 8 ]         |
| 2018 | Premios Annie                                            | Music in an Animated Feature Production             | Mychael Danna, Jeff Danna                                                  | Nominados | [ 8 ]         |
| 2018 | Premios Annie                                            | Production Design in an Animated Feature Production | Ciaran Duffy, Julien Regnard, Daby Zainab Faidhi                           | Nominados | [ 8 ]         |
| 2018 | Premios Annie                                            | Storyboarding in an Animated Feature Production     | Julien Regnard                                                             | Nominada  | [ 8 ]         |
| 2018 | Premios Annie                                            | Voice Acting in an Animated Feature Production      | Saara Chaudry                                                              | Nominada  | [ 8 ]         |
| 2018 | Premios Annie                                            | Voice Acting in an Animated Feature Production      | Laara Sadiq                                                                | Nominada  | [ 8 ]         |
| 2018 | Premios Annie                                            | Writing in an Animated Feature Production           | Anita Doron                                                                | Nominada  | [ 8 ]         |
| 2018 | Premios Annie                                            | Editorial in an Animated Feature Production         | Darragh Byrne                                                              | Nominada  | [ 8 ]         |
| 2018 | Premios Óscar                                            | Best Animated Feature                               | Nora Twomey y Anthony Leo                                                  | Nominados | [ 9 ]         |
| 2018 | Canadian Screen Awards                                   | Best Picture                                        | Andrew Rosen, Anthony Leo, Paul Young, Tomm Moore, Stéphan Roelants        | Nominados | [ 10 ] [ 11 ] |
| 2018 | Canadian Screen Awards                                   | Best Adapted Screenplay                             | Anita Doron                                                                | Ganadora  | [ 10 ] [ 11 ] |
| 2018 | Canadian Screen Awards                                   | Best Editing                                        | Darragh Byrne                                                              | Nominada  | [ 10 ] [ 11 ] |
| 2018 | Canadian Screen Awards                                   | Best Sound Editing                                  | Nelson Ferreira, John Elliot, J. R. Fountain, Dashen Naidoo, Tyler Whitham | Ganadores | [ 10 ] [ 11 ] |
| 2018 | Canadian Screen Awards                                   | Best Original Score                                 | Mychael Danna, Jeff Danna                                                  | Ganadores | [ 10 ] [ 11 ] |
| 2018 | Canadian Screen Awards                                   | Best Original Song                                  | "The Crown Sleeps", Qais Essar and Joshua Hill                             | Ganadora  | [ 10 ] [ 11 ] |
| 2018 | Cinema For Peace Awards                                  | Cinema For Peace Award for Justice                  | The Breadwinner                                                            | Ganadora  | [ 12 ]        |
| 2018 | Critics' Choice Movie Awards                             | Best Animated Feature                               | The Breadwinner                                                            | Nominada  | [ 13 ]        |
| 2018 | Premios Globo de Oro                                     | Best Animated Feature Film                          | The Breadwinner                                                            | Nominada  | [ 14 ]        |
| 2018 | Golden Tomato Awards                                     | Best Animated Movie 2017                            | The Breadwinner                                                            | 4.º lugar | [ 15 ]        |
| 2018 | Los Angeles Film Critics Association                     | Best Animated Film                                  | The Breadwinner                                                            | Ganadora  | [ 16 ]        |
|      | Festival Internacional de Cine hecho por Mujeres (Spain) | Premio a Mejor película                             | The Breadwinner                                                            | Ganadora  | [ 17 ]        |
| 2017 | Washington D.C. Area Film Critics Association            | Best Animated Feature                               | The Breadwinner                                                            | Nominada  | [ 18 ]        |